# Flavivirus
Els flavivirus, reanomenats ortoflavivirus des del 2023, són uns virus d'ARN monocatenari positiu del gènere de la família Flaviviridae. Aquest gènere inclou el virus del Nil occidental, el virus del dengue, el virus de l'encefalitis transmesa per paparres, el virus de la febre groga, i altres virus que poden causar encefalitis, com el Zika.
Els flavivirus reben el nom del virus de la febre groga, ja que flavus significa groc en llatí.
Els flavivirus comparteixen diversos aspectes comuns: mida comuna (40–65 nm), simetria (nucleocàpsida icosaèdrica i embolcallada), àcids nucleics (ARN monocatenari de sentit positiu al voltant de 10.000–11.000 bases) i aparença al microscopi electrònic.
La majoria d'aquests virus es transmeten principalment per la picada d'un artròpode infectat (mosquit o paparra) i, per tant, es classifiquen com a arbovirus. Les infeccions humanes amb la majoria d'aquests arbovirus són incidentals, ja que els humans són incapaços de replicar el virus a títols prou alts per reinfectar els artròpodes necessaris per continuar el cicle de vida del virus; els humans són llavors un hoste sense sortida. Les excepcions a això són el virus de la febre groga, el virus del dengue i el virus del zika. Aquests tres virus encara requereixen els mosquits com a vectors, però estan prou ben adaptats als humans per a no dependre necessàriament dels hostes animals (tot i que també continuen tenint vies de transmissió animals importants).
Altres vies de transmissió del virus dels arbovirus inclouen la manipulació de cadàvers d'animals infectats, la transfusió de sang, el sexe, el part i el consum de productes lactis no pasteuritzats. La transmissió de vertebrats no humans a humans és molt poc probable sense un artròpode vector intermedi. Per exemple, les primeres proves amb febre groga van demostrar que la malaltia no és contagiosa.